# Mario David (futbolista)
Mario David (3 de gener de 1934 - 26 de juliol de 2005) va ser un futbolista i entrenador de futbol italià, que jugava com a defensa.

## Carrera de club
David va néixer a Udine. Va jugar durant 11 temporades a la Sèrie A (259 partits, 20 gols). Al llarg de la seva carrera, va jugar en defensa del 1952 al 1966 per als equips italians Livorno, Lanerossi Vicenza, AC Milan i UC Sampdoria. Va jugar com a titular la final de la Copa d'Europa de 1963, que el Milan va guanyar contra el SL Benfica per 2 a 1 a l'estadi de Wembley a Londres, i que representà la primera victòria italiana en la competició.

## Carrera internacional
A nivell internacional, David va jugar amb la selecció italiana de futbol entre 1958 i 1962. També se'l recorda pel seu enfrontament amb Leonel Sánchez contra la selecció de Xile, amfitriona, a la infame "Batalla de Santiago" a la primera ronda de la Copa del Món de la FIFA de 1962, que va comportar la seva expulsió: després de rebre una falta de David, Sánchez inicialment el va colpejar com a represàlia; David va donar una puntada de peu al cap de Sánchez uns minuts més tard, i com a resultat va ser expulsat. Xile va guanyar el partit per 2-0, i Itàlia va ser eliminada a la primera ronda del torneig.

## Mort
David va morir a Monfalcone el 2005, als 71 anys.

## Palmarès
Milà
- Campió de la Sèrie A: 1961–62.
- Guanyador de la Copa d'Europa: 1962–63.